# Rodrigo da Silva Dias
Rodrigo da Silva Dias (sinh ngày 26 tháng 1 năm 1994) là một cầu thủ bóng đá chuyên nghiệp người Brasil chơi ở vị trí tiền đạo cho câu lạc bộ SHB Đà Nẵng tại V.League 1.

## Sự nghiệp

### Brasil
Rodrigo Dias sinh ra ở Govern, Brasil. Từ nhỏ, anh đã có niềm đam mê với trái bóng tròn. Năm 2009, anh gia nhập Học viện Cruzeiro. Sau khi phát triển kỹ năng chơi bóng ở độ học viện, anh chính thức chuyển sang thi đấu bóng đá chuyên nghiệp bằng bản hợp đồng đầu tiên với câu lạc bộ Cruzeiro. Năm 2016, Rodrigo ký hợp đồng với Tombense và sau quãng thời gian ngắn thi đấu tại đây, anh chuyển sang khoác áo câu lạc bộ Palmas để được thi đấu nhiều hơn. Vào năm 2017, anh tiếp tục chuyển tới câu lạc bộ Uberaba và chơi 5 trận đấu tại đó trước khi chuyển đến câu lạc bộ Democrata. Ở Democrata, anh đã thi đấu 15 trận đấu và ghi được 7 bàn thắng. Sau một mùa giải ấn tượng ở Democrata, vào năm 2018, Rodrigo đã nhận được lời mời chơi bóng tại câu lạc bộ Tupi nhưng rồi lại nhanh chóng chuyển đến câu lạc bộ Nacional de Muriaé và thi đấu 8 trận tại đây. Sau đó Rodrigo đã quyết định đến Rio và khoác áo câu lạc bộ America RJ.

### Beira-Mar
Vào tháng 6 năm 2018, Rodrigo chuyển đến Bồ Đào Nha và ký hợp đồng với Beira-Mar. Anh là cầu thủ ghi bàn nhiều nhất cho câu lạc bộ Beira-Mar với 20 bàn thắng trong giải đấu. Sau một mùa giải thi đấu thành công, anh nhận được rất nhiều lời mời chơi bóng đến từ một số câu lạc bộ ở châu Á.

### Quảng Nam
Vào tháng 7 năm 2019, Rodrigo ký hợp đồng với câu lạc bộ Quảng Nam.

### Nam Định
V.League 2020 khép lại, Rodrigo chia tay câu lạc bộ Quảng Nam sau khi đội bóng này không thể trụ hạng thành công và phải xuống chơi tại giải hạng nhất năm 2021. Ngày 24 tháng 11 năm 2020, ban lãnh đạo đội bóng Nam Định đã quyết định chiêu mộ anh với bản hợp đồng có thời hạn 1 năm.

### SHB Đà Nẵng
Rodrigo chia tay câu lạc bộ Nam Định sau khi V.League 2022 kết thúc và được SHB Đà Nẵng chiêu mộ vào ngày 16 tháng 1 năm 2023.

## Thống kê sự nghiệp
Tính đến ngày 3 tháng 2 năm 2023
| Câu lạc bộ                | Mùa giải                  | Giải đấu                  | Giải đấu | Giải đấu | Cúp quốc gia | Cúp quốc gia | Khác | Khác | Tổng cộng | Tổng cộng |
| Câu lạc bộ                | Mùa giải                  | Hạng                      | Trận     | Bàn      | Trận         | Bàn          | Trận | Bàn  | Trận      | Bàn       |
| ------------------------- | ------------------------- | ------------------------- | -------- | -------- | ------------ | ------------ | ---- | ---- | --------- | --------- |
| Quảng Nam                 | 2019                      | V.League 1                | 12       | 5        | 2            | 1            | —    | —    | 14        | 6         |
| Quảng Nam                 | 2020                      | V.League 1                | 10       | 2        | —            | —            | —    | —    | 10        | 2         |
| Quảng Nam                 | Tổng cộng                 | Tổng cộng                 | 22       | 7        | 2            | 1            | 0    | 0    | 24        | 8         |
| Nam Định                  | 2021                      | V.League 1                | 12       | 7        | —            | —            | —    | —    | 12        | 7         |
| Nam Định                  | 2022                      | V.League 1                | 1        | 0        | 1            | 1            | —    | —    | 2         | 1         |
| Nam Định                  | Tổng cộng                 | Tổng cộng                 | 13       | 7        | 1            | 1            | 0    | 0    | 14        | 8         |
| SHB Đà Nẵng               | 2023                      | V.League 1                | 1        | 0        | 0            | 0            | —    | —    | 1         | 0         |
| Tổng sự nghiệp (Việt Nam) | Tổng sự nghiệp (Việt Nam) | Tổng sự nghiệp (Việt Nam) | 36       | 14       | 3            | 2            | 0    | 0    | 39        | 16        |